# 馬滕

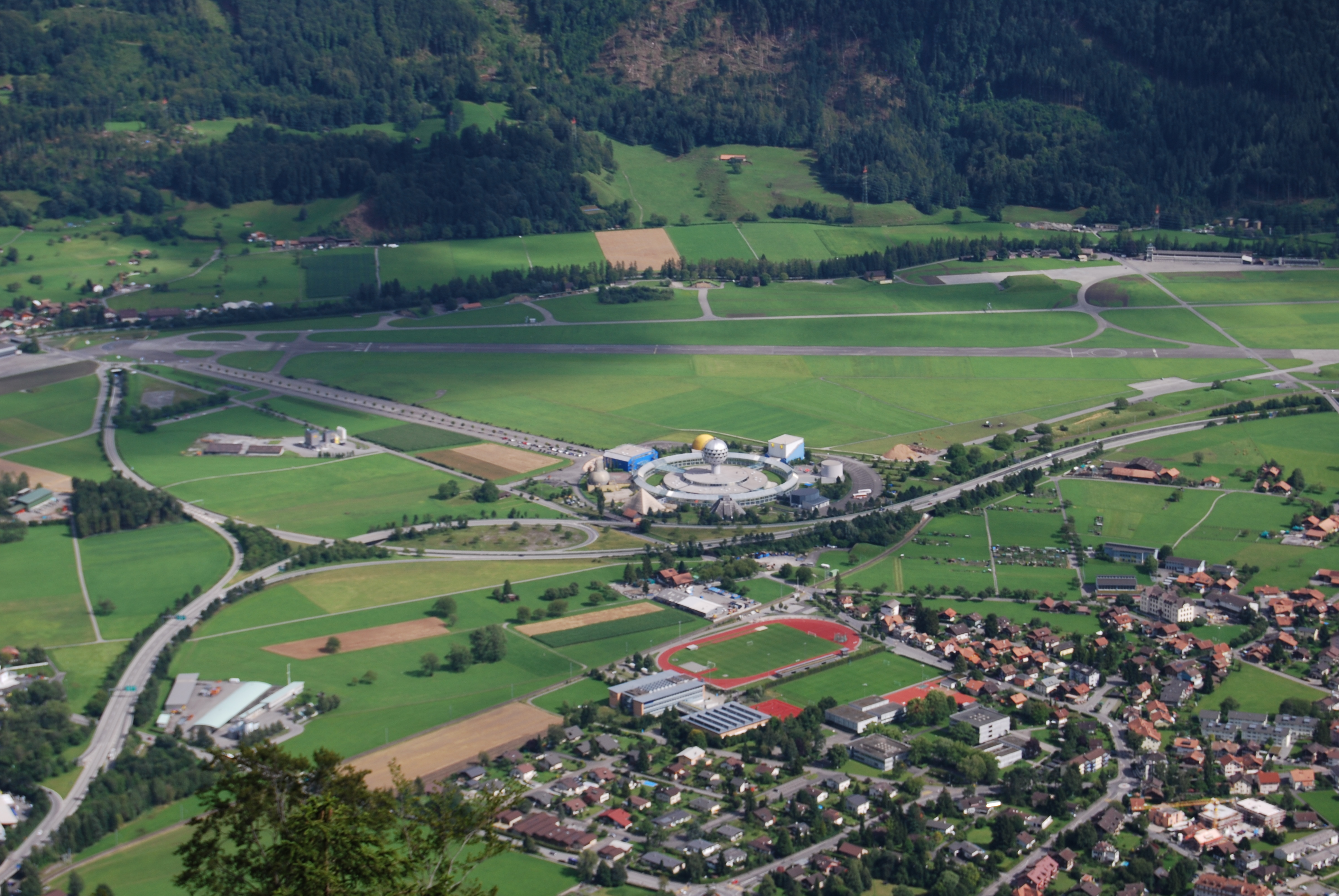

馬滕是瑞士的城鎮，位於該國中西部，由伯恩州負責管轄，面積5.9平方公里，海拔高度572米，2011年人口3,757，六成半人口信奉基督教，人口密度每平方公里637人。